# Brasilomma enigmatica
Genre
Espèce
Brasilomma enigmatica, unique représentant du genre Brasilomma, est une espèce d'araignées aranéomorphes de la famille des Prodidomidae.

## Distribution
Cette espèce est endémique du Minas Gerais au Brésil,. Elle se rencontre à Nova Lima dans la grotte Gruta Moeda Sul, à Lima Duarte dans la grotte Gruta das Bromélias et à Matozinhos dans la grotte  Gruta das Bromélias.

## Description
Le mâle holotype mesure 2,3 mm et la femelle paratype 3,0 mm.

## Systématique et taxinomie
Cette espèce a été décrite par Brescovit, Ferreira, Silva et Rheims en 2012.
Ce genre a été décrit par Brescovit, Ferreira, Silva et Rheims en 2012 dans les Prodidomidae. Il est placé dans les Gnaphosidae par Azevedo, Griswold et Santos en 2018 puis dans les Prodidomidae par Azevedo, Bougie, Carboni, Hedin et Ramírez en 2022.

## Publication originale
- Brescovit, Ferreira, Silva & Rheims, 2012 : « Brasilomma gen. nov., a new prodidomid genus from Brazil (Araneae, Prodidomidae). » Zootaxa, no 3572, p. 23-32.